# شو يانغ (لاعب كرة قدم)
شو يانغ (بالصينية: 徐洋) (18 يونيو 1987 بشاندونغ في الصين - ) هو لاعب كرة قدم صيني في مركز الوسط. شارك مع منتخب الصين لكرة القدم. أما مع النوادي، فقد لعب مع شاندونغ لونينغ ونادي هينان جيانيي ونادي تشونغتشينغ ليانغجيانغ ونادي بيوغراد ‏.

## وصلات خارجية
- شو يانغ (لاعب كرة قدم) على موقع قاعدة بيانات كرة القدم.إي يو (الإنجليزية)
- شو يانغ (لاعب كرة قدم) على موقع ناشيونال فوتبول تيمز (الإنجليزية)
- شو يانغ (لاعب كرة قدم) على موقع Soccerway.com (الإنجليزية)